# لوان آباشیدزه
لوان آباشیدزه(به گرجی: ლევან აბაშიძე) (به روسی: Леван Абашидзе) (زاده ۲۲ مه ۱۹۶۳ در تفلیس - درگذشته ۷ سپتامبر ۱۹۹۲ در سوخومی)، یک بازیگر گرجی بود. آباشیدزه در سال ۱۹۸۵ از دانشگاه فیلم و تئاتر شوتاروستاولی فارغ‌التحصیل شد. پس از آن در فیلم‌های مختلفی به ایفای نقش پرداخت. آباشیدزه در سال ۱۹۹۲ در یک جنگ مسلحانه در آخازیا کشته شد.